# Газидеде, Башким
Башким Газидеде (алб. Bashkim Gazidede; 2 февраля 1952, Пешкопия — 25 октября 2008, Тирана) — албанский политик, правый антикоммунист, видный деятель Демократической партии, сподвижник Сали Бериши. В 1992—1997, при президенте Берише — директор Национальной информационной службы (SHIK). Руководил спецслужбой как инструментом президентской политики в его персональных интересах. Ориентировал SHIK на союз с Турцией и поддержку исламистских организаций. Координировал попытки подавления беспорядков 1997. Был обвинён в злоупотреблениях властью, при правительстве Соцпартии эмигрировал в Турцию. Возвратился в Албанию при правительстве Бериши, вновь занимал государственную должность.

## Математик-антикоммунист
Родился в семье мусульманского шейха Османа Шеху. При правлении албанской компартии в НРА семейство Шеху подвергалось политическим преследованиям. Башким Шеху, как и все его родственники, вынужден был сменить фамилию на Газидеде. Под влиянием семейной традиции он с детства проникся глубокой мусульманской религиозностью и непримиримым антикоммунизмом.
Башким Газидеде окончил педагогическое училище в Шкодере. Работал учителем математики в деревенских школах. В 1984 окончил математический факультет Тиранского университета и был принят в качестве преподавателя. Имел учёное звание профессора, считался одним из ведущих математиков Албании.
В 1990 Башким Газидеде активно включился в массовые протесты против коммунистического режима. Вступил в Демократическую партию Албании (ДПА). Стал одним из учредителей Ассоциации мусульманских интеллектуалов. Эта организация ставила целью культивирование исламских традиций в Албании и противостояние атеистическому коммунизму.
На выборах 1992 Башким Газидеде был избран в албанский парламент.

## Директор спецслужбы

### Организационная деятельность
После победы ДПА новый президент Албании Сали Бериша назначил Башкима Газидеде директором Национальной информационной службы (SHIK) — новой албанской спецслужбы, учреждённой вместо распущенной ходжаистской Сигурими. Газидеде — ранее не имевший никакого отношения к спецслужбам и поначалу не желавший этого поста — энергично взялся за руководство.
Были уволены 60—80 % прежних сотрудников, заменённых в значительной степени армейскими офицерами. При подборе кадров Газидеде отдавал предпочтение убеждённым антикоммунистам, выходцам с севера страны, родственникам репрессированных. В то же время на новой службе сохранялись и некоторые опытные кадры Сигурими (в том числе бывшие директора Фредерик Юмери и Нерула Зеби). Газидеде принял меры к сохранению информационной базы и агентурной сети Сигурими.
Кардинально изменилась идеология и политическая направленность спецслужбы. SHIK фактически превратилась в политический инструмент президента Бериши. Спецслужба была подотчётна только главе государства. Сам Газидеде при Берише принадлежал к наиболее влиятельным государственным деятелям Албании.

### Политика и идеология
Ближайшим партнёром Газидеде выступал министр обороны Сафет Жулали, ориентированный на военно-политический альянс с Турцией. Важным направлением являлась всемерная поддержка албанского сепаратизма в Косово. Были установлены и даже рекламировались тесные связи с ЦРУ США. В то же время SHIK тайно поддерживала исламистские организации в Албании, что вызвало резкое недовольство американцев. Директор Газидеде способствовал исламизации SHIK, поощрял исполнение обрядов. При этом, как отмечают сотрудники SHIK, в период его руководства в спецслужбе практически не было коррупции.
Под руководством Башкима Газидеде SHIK активно вмешивалась в политические процессы и деятельность СМИ в интересах президента Бериши. При этом в деятельности спецслужбы отражался характер директора как чрезвычайно идеологизированной личности. Важнейшим принципом стал крайний антикоммунизм, постоянный поиск «красных заговоров». В 1996 представители Социалистической партии (СПА, бывшая компартия) обвинили Газидеде в политических репрессиях, произвольных арестах и пытках активистов левой оппозиции. Слежка велась не только за бывшими ходжаистами, но и за членами правительства, включая премьер-министра Александера Мекси. Среди противников Газидеде быстро приобрёл репутацию «одного из самых страшных людей Албании».

### В событиях 1997 года
В 1997 Башким Газидеде активно пытался подавить антиправительственные выступления. Именно ему была поручена координация силового подавления. Президент Бериша присвоил Газидеде генеральское звание — к его собственному недоумению как человека сугубо гражданского.
Башким Газидеде направлял против протестующих подразделения сил безопасности. Была атакована и сожжена редакция оппозиционной газеты Koha jonë. С другой стороны, происходили нападения на офисы и сотрудников SHIK, во Влёре несколько человек были убиты в таком столкновении. Директор SHIK публично обвинил в провоцировании беспорядков политическую оппозицию, власти Греции, ЦРУ и американских дипломатов. Действия Газидеде в тот период впоследствии рассматривались как следствие дезинформированности, нанесшей сильный ущерб и SHIK, и ему лично. Его позиция объяснялась безоглядной верностью Берише.

## Обвинение и эмиграция
На выборах 1997 победу одержала СПА. Под угрозой уголовного преследования со стороны социалистического правительства Башким Газидеде поторопился выехать из Албании.
Несколько лет он проживал в Турции. В августе 1998 генеральный прокурор Албании Александер Гога включил Башкима Газидеде в список из девяти чиновников времён первого правления Бериши, обвинённых в злоупотреблении властью и преступлениях против человечности. Газидеде был объявлен в розыск. Появлялась информация о запросе Газидеде политического убежища в США, но подтверждений она не имела и самим Газидеде опровергалась.
В 2003 уголовное дело в отношении Башкима Газидеде было прекращено.

## Возвращение и кончина
На выборах 2005 к правительственной власти вернулась ДПА. Сали Бериша занял пост премьер-министра. Башким Газидеде возвратился в Албанию и был назначен заместителем директора государственного агентства регистрации недвижимости (в его ведении находилась албанская ипотека). На этом посту Газидеде оставался до своей кончины.
Башким Газидеде категорически отрицал обвинения в терроризировании оппозиционных политиков и прессы, связях с вооружённым косоварским подпольем, исламистскими террористическими организациями, Усамой бен Ладеном и криминальными структурами. Особое внимание он уделял своим действиям по сохранению и восстановлению секретной документации, в значительной степени уничтоженной в процессе трансформации Сигурими в SHIK. Негативно оценивал деятельность своих предшественников и преемников во главе спецслужбы. Был допрошен в прокуратуре по делу о похищении и исчезновении в 1995 предпринимателя Ремзи Ходжи (по одной из версий, совершённом SHIK), но без юридических последствий.
Скончался Башким Газидеде в возрасте 56 лет. Перед этим он находился на лечении в Милане, которое — по официальному заявлению премьера Бериши — оплачивалось за государственный счёт.

## Семья, личность и память
Башким Газидеде был женат, имел сына и дочь. Организацию ДПА в округе Дибра в 2018 возглавил его брат Наим Газидеде.
В характере Башкима Газидеде отмечались черты глубокой религиозности и целеустремлённости, личной честности и скромности. При этом он не любил публичной политики, был чужд саморекламы, предпочитал работу в тени.
До конца жизни увлечениями Башкима Газидеде оставалось чтение художественной литературы и помощь жене в ведении домашнего хозяйства.
В 2012 Башкиму Газидеде было посмертно присвоено звание почётного гражданина своей малой родины Пешкопии.